# Goofy Ridge
Goofy Ridge – jednostka osadnicza w Stanach Zjednoczonych, w stanie Illinois, w hrabstwie Mason.